# Нальзан
Нальза́н (фр. Nalzen) — коммуна во Франции, находится в регионе Юг — Пиренеи. Департамент коммуны — Арьеж. Входит в состав кантона Лавлане. Округ коммуны — Фуа.
Код INSEE коммуны — 09215.

## Население
Население коммуны на 2008 год составляло 141 человек.
| 1962 | 1968 | 1975 | 1982 | 1990 | 1999 | 2006 | 2008 |
| ---- | ---- | ---- | ---- | ---- | ---- | ---- | ---- |
| 129  | 164  | 180  | 159  | 148  | 141  | 135  | 141  |

## Экономика
В 2007 году среди 84 человек в трудоспособном возрасте (15—64 лет) 56 были экономически активными, 28 — неактивными (показатель активности — 66,7 %, в 1999 году было 62,5 %). Из 56 активных работали 51 человек (27 мужчин и 24 женщины), безработных было 5 (2 мужчины и 3 женщины). Среди 28 неактивных 3 человека были учениками или студентами, 16 — пенсионерами, 9 были неактивными по другим причинам.